# Eugalta punctulata
Eugalta punctulata là một loài tò vò trong họ Ichneumonidae.